# Lucio Colletti
Lucio Colletti (* 8. Dezember 1924 in Rom; † 3. November 2001 in Venturina, Ortsteil von Campiglia Marittima, Provinz Livorno) war ein italienischer Philosoph und Politiker. Als einer der wichtigsten Protagonisten des Strukturalistischen Marxismus wandte er sich zunehmend von der Linken ab und zog in den 1990ern für die konservative Forza Italia ins Parlament.

## Leben
Colletti studierte Literatur und Philosophie als Schüler Galvano Della Volpes an der Universität von Messina. Obwohl bereits ein Kritiker des Neo-Idealisten Benedetto Croce schrieb er seine Dissertation 1949 über Croces Logik.
Nach einem Lehrauftrag in Messina nahm er Anfang der 1950er Jahre den Lehrstuhl für Philosophiegeschichte an der Sapienza-Universität in Rom an. Colletti vertrat zunächst wie sein Lehrer Della Volpe eine antiidealistische Position, die mit dem hegelianischen Erbe der Marxistischen Tradition ebenso radikal brach wie mit den idealistischen Einflüssen des für den italienischen Marxismus außerordentlich bedeutenden Antonio Gramsci. Er übte entscheidenden Einfluss auf die italienische Marx-Diskussion der Nachkriegszeit aus, für die unter anderem die Klärung des Verhältnisses von Marx zu Hegel eine wichtige Rolle spielte.
Zunächst Anhänger der Partito d’Azione und später Mitglied der Kommunistischen Partei Italiens gehörte er nach der Niederschlagung der Ungarischen Revolution zu den 101 Intellektuellen, die von der Partei eine Distanzierung von der Sowjetunion einforderten. 1964 trat er aus der PCI aus. Er gründete 1957 die Zeitschrift La Sinistra (1957–1967). Ende der 1960er Jahre wendete er sich zunächst gegen die italienische Studentenbewegung und schwor 1974 dem Marxismus insgesamt ab.
In späterer Zeit entfernte er sich immer weiter vom Marxismus. Er näherte sich zunächst in den 1980er Jahren der Sozialistischen Partei an. Im Jahre 1996 zog er schließlich für die Liste von Berlusconis Forza Italia ins italienische Parlament ein, wo er bis 2001 sein Mandat ausübte.
Aus seinen beiden Ehen hatte Colletti jeweils eine Tochter.

## Schriften
- Zur Stalin-Frage. In: Internationale Marxistische Diskussion. Nr. 7. Merve, Berlin 1970.
- Bernstein und der Marxismus der Zweiten Internationale. Europäische Verlagsanstalt, Frankfurt am Main Main 1971.
- Marxismus als Soziologie. In: Internationale Marxistische Diskussion. Nr. 31. Merve, Berlin 1973. (2 Aufsätze, 1959, 1969. Interview mit Ottavio Cecchi, 1971).
- Hegel und der Marxismus. Ullstein, Frankfurt am Main, Berlin, Wien 1976.
- Marxismus und Dialektik. Ullstein, Frankfurt am Main, Berlin, Wien 1977.